# Мирко Петровић (спортиста)
Мирко Петровић (рођен 10. маја 1981. године) је српски атлетичар који се специјализовао за различите дисциплине тркачких стаза на дуге стазе, крос и друмско трчање. Мирко Петровић је ромског поријекла. Атлетиком је почео да тренира у 6. години у учионици основне школе. Освојио је Балканско првенство у кросу 2004, 2008. и 2011. године. Петровић је током своје атлетске каријере представљао СР Југославију, Србију и Црну Гору и Србију.

## Спортска каријера
Мирко Петровић се први пут појавио на великом међународном такмичењу када је трчао јуниорску мушку трку на Свјетском првенству у кросу 2000. године и завршио на 105. мјесту од 159 такмичара.
Петровић је 2005. године на Медитеранским играма 2005. године трчао на 1500 метара за мушкарце, забиљеживши вријеме од 3:48,66 (мин:сек) и завршио само 0,58 секунди иза сународника Дарка Радомировића. Само два мјесеца касније, Петровић је на Љетњој Универзијади 2005. године трчао двије дистанце. Поред трчања на 1500 метара за 3:50,05, на истом такмичењу је трчао и на 5000 метара, истрчавши вријеме 14:24,10.
У једној од својих ранијих побједа на великом међународном такмичењу, побједио је у трци на 1500 метара у Групи Б Европског купа 2008. године пред великом публиком на Parc des Sports, Анси. Годину је завршио проглашењем „Спортисте године“ града Ужица.
Године 2009. је трчао на 1500 метара на Медитеранским играма 2009. године, завршио је за 3:45,06, једва иза Кристијана Обриста. Само неколико недјеља касније, такмичио се у двије одвојене дисциплине на Љетњој Универзијади 2009. године. Трчао је на 1500 метара за мушкарце и на 5000 метара за мушкарце и пласирао се у финале у обје дисциплине. На 5000 метара био је изузетно близу освајања медаље, поред тога што је у претколу истрчао одличну трку, забиљежио је вријеме 13:54,77 и завршио на првом мјесту. Два дана касније, међутим, завршио је финале на 5000 метара за мучне двије секунде од трећепласираног Елроја Геланта.
Године 2010. завршио је на другом мјесту у трци Друге лиге на 3000 метара на екипном првенству Европе 2010. године. На Европском екипном првенству наредне године завршио је као трећи и други на 3000 метара и 5000 метара.
Петровић је 2013. године завршио на првом мјесту Друге лиге на 3000 метара на екипном првенству Европе 2013. године. Само недјељу дана касније трчао је на 5000 метара на Медитеранским играма 2013. године.
До 2013. године био је члан АК Младост из Ужица, а онда је основао АК Чајетина.